# Korona Kiani

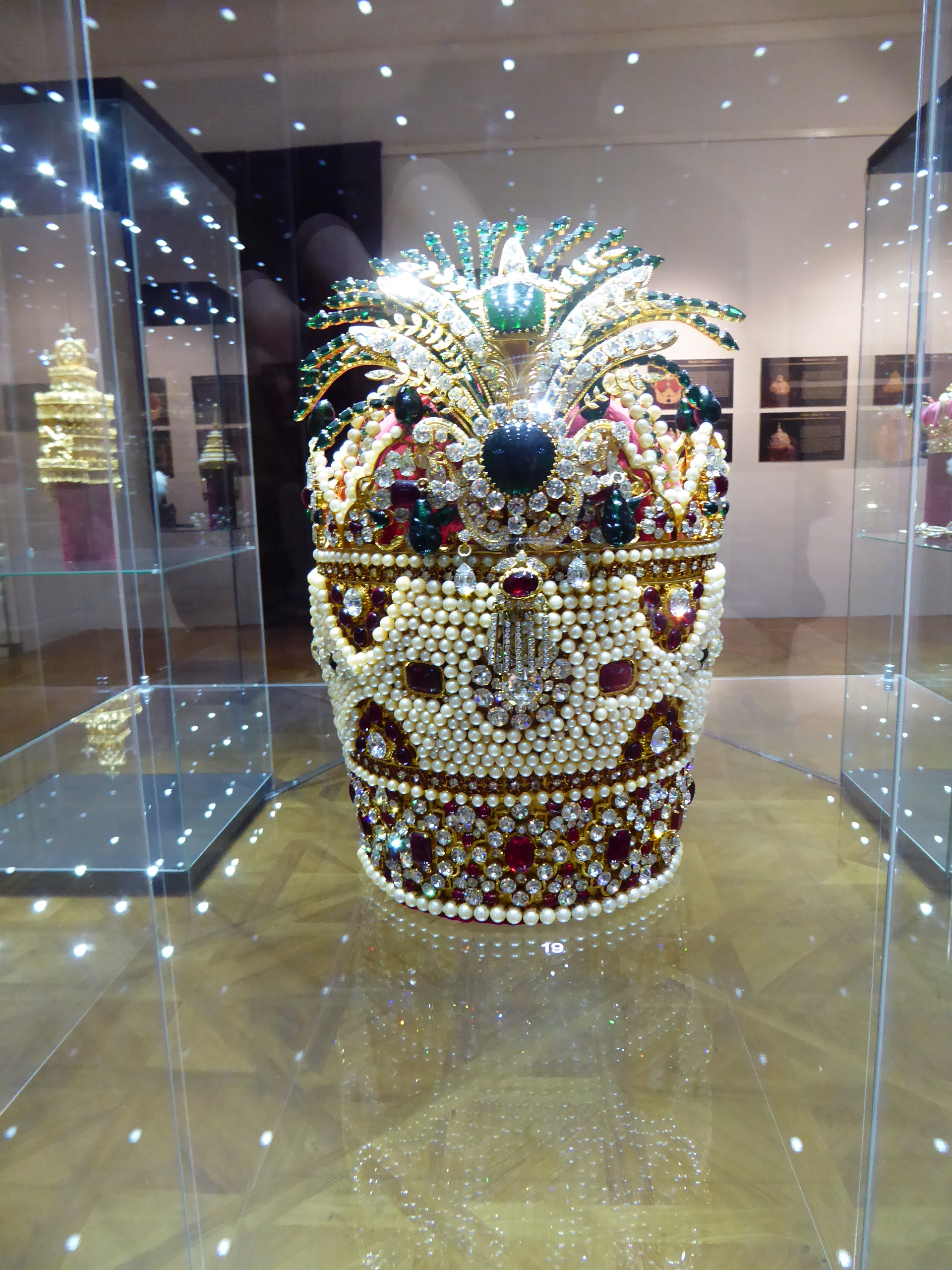
Replika korony

Korona Kiani – insygnium władzy szachów Persji z dynastii Kadżarów wykonane pod koniec XVIII wieku dla Fath Ali Szaha na wzór starożytnych koron szachinszachów z dynastii Sasanidów. Przechowywane obecnie w skarbcu Irańskiego Banku Państwowego (Bank Markazi Iran) w Teheranie.
Orientalny czepiec zwany koroną Kiani, zdobią: diamenty, 300 szmaragdów, ponad 1800 pereł i ok. 1800 rubinów i spineli. 
Od końca XVIII wieku korona Kiani służyła kolejnym władcom Persji jako insygnium intronizacji. Po upadku dynastii Kadżarów w 1925 roku zastąpiono ją nową koroną szacha – koroną dynastii Pahlawich. 